# MZKT-8022
Der MZKT-8022 (russisch МЗКТ-8022) ist ein Fahrzeugmodell des belarussischen Herstellers Minski Sawod Koljosnych Tjagatschei. Es wurde in den 2000er-Jahren primär für das Petschora-2M-Flugabwehrsystems entwickelt. Außerdem wird als MZKT-8021 ein Dreiachser gebaut.

## Entwicklungsgeschichte
Der MZKT-8022 wurde, wie der MZKT-8021, in den 2000er-Jahren als Basisfahrzeug für den Petschora-2M-Flugabwehrraketenkomplex entwickelt. Der MZKT-8022 fungiert als Begleitfahrzeug, das mit unterschiedlichen Aufbauten versehen werden kann. Der fast zehn Meter lange Zweiachser verfügt über Allradantrieb (4×4). Als Antrieb dient ein Sechszylinder-Dieselmotor vom Typ JaMZ-236 BE2T6, der im russischen Jaroslawski Motorny Sawod gefertigt wird. Bei 11,15 Litern Hubraum leistet dieser 250 PS (184 kW) und hat ein maximales Drehmoment von 1078 Nm.
Das Modell verfügt über ein mechanisches Schaltgetriebe aus von JaMZ mit acht Vorwärtsgängen und zwei Rückwärtsgängen. Sind die Fahrzeuge voll ausgelastet, betragen die Achslasten 8175 kg. Das dreisitzige Führerhaus ist aus Fiberglas gefertigt, das für den Einsatz in heißen und kalten Klimaten ausgelegt ist. Das Material ist nicht korrosionsanfällig und es zeichnet sich durch eine hohe Wärme- und Schalldämmung aus. Das Führerhaus ist kippbar, um die Wartung des Motors zu vereinfachen.
Der MZKT-8022 ist problemlos aufgrund der Abmaße und des Gesamtgewichtes mit den Flugzeugtypen An-124 und An-22 luftverladbar und somit weltweit zeitnah einsetzbar.

## Technische Daten
Quelle der Daten
- Antriebsformel: 4×4
- Sitzplätze im Kabinenraum: 3
- Länge: 9455 mm
- Breite: 2750 mm
- Höhe: 3550 mm
- Bodenfreiheit: 320 mm
- Motortyp: JaMZ-236 BE2T6
- Hubraum: 11,15 l
- Motorleistung: 184 kW (250 PS)
- Leergewicht: 10,35 t
- Zuladung: 6,0 t
- Zulässiges Gesamtgewicht: 16,35 t
- Tankinhalt: 350 l
- Höchstgeschwindigkeit (auf der Straße): 60 km/h